# 2019年の欧州連合
2019年の欧州連合 （2019ねんのおうしゅうれんごう）では、2019年の欧州連合（EU）に関する出来事について記述する。

## 代表者等
- 欧州理事会議長
  - 第2代:  ドナルド・トゥスク （2014年12月1日 - 2019年11月30日）
  - 第3代:  シャルル・ミシェル （2019年12月1日 - ）
- 欧州議会議長
  - 第31代:  アントニオ・タイヤーニ （2017年1月17日 - 2019年7月3日）
  - 第32代:  ダヴィド・サッソリ （2019年7月3日 - ）
- 欧州委員会委員長
  - 第12代:  ジャン＝クロード・ユンケル （2014年11月1日 - 2019年12月1日）
  - 第13代:  ウルズラ・フォン・デア・ライエン （2019年12月1日 - ）
- 欧州連合外務・安全保障政策上級代表
  - 第2代:  フェデリカ・モゲリーニ （2014年11月1日 - 2019年11月30日）
  - 第3代:  ジョセップ・ボレル （2019年12月1日 - ）

## できごと

### 1月
- 1月1日
  - 2019年中の一年間、欧州文化首都はイタリアのマテーラとブルガリアのプロヴディフに。
  - ルーマニアが欧州連合理事会議長国に就任。任期は、2019年6月30日まで[1]。

### 5月
- 5月23日 - 欧州議会議員選挙が始まる[2]。
- 5月26日 - 欧州議会議員選挙の投票が終わり開票が始まる[3]。

### 6月
- 6月7日 - デジタル単一市場における著作権に関する指令発効。

### 7月
- 7月1日 - フィンランド、欧州連合理事会議長国に就任。任期は、2019年12月31日まで。
- 7月3日 - イタリアのダヴィド・サッソリ、第32代欧州議会議長に就任。

### 12月
- 12月1日
  - ベルギーのシャルル・ミシェル、第3代欧州理事会議長に就任。
  - ドイツのウルズラ・フォン・デア・ライエン、第13代欧州委員会委員長に就任。
  - スペインのジョセップ・ボレル、第3代欧州連合外務・安全保障政策上級代表に就任。